# Chryseobacterium antibioticum
Chryseobacterium antibioticum ist ein Bakterium. Es zeigt antimikrobielle Wirkung gegen bakterielle Krankheitserreger und könnte somit zur Produktion von Antibiotika dienen.

## Erscheinungsbild
Die Form der Zellen von Chryseobacterium antibioticum ist veränderlich  (pleomorph). Die Länge liegt zwischen 0,9 und 1,8 µm und die Breite zwischen 0,7 und 0,8 µm. Sie besitzen keine Flagellen, sie sind nicht beweglich. Sie sind gelb pigmentiert, es ist das Pigment Flexirubin vorhanden.

## Wachstum und Stoffwechsel
Chryseobacterium antibioticum ist aerob, es benötigt Sauerstoff. Es wächst bei Temperaturen von 0–32 °C (Optimum 15–20 °C) und einen pH-Wert von 5,0–11,0 (optimaler pH-Wert liegt zwischen 6,5 und 9,5). Das Bakterium wächst optimal in Abwesenheit von NaCl, es verträgt bis zu 2 % (w/v) NaCl. Der Test von Katalase und Oxidase verläuft positiv. Schwefelwasserstoff wird nicht produziert. Glucose wird nicht fermentiert. Hydrolysiert ("gespalten") werden u. a. Cellulose, Milcheiweiß, Stärke, DNA und Gelatine. Nicht hydrolysiert werden dem hingegen die Aminosäure Tyrosin, Chitin, Harnstoff, Tween 40, Tween 60 und Tween 80. Das vorherrschende Chinon ist Meanchinon-6 (MK-6). Der Gram-Test fällt negativ aus.

## Systematik
Chryseobacterium antibioticum wurde im Jahr 2020 von Ram Hari Dahal und Mitarbeiter erstbeschrieben. Es sind etwas mehr als 100 Arten der Gattung Chryseobacterium beschrieben worden (Stand Dezember 2021). Die Mitglieder der Gattung Chryseobacterium zeichnen sich durch die Produktion von Pigmenten vom Flexirubin-Typ aus, dadurch zeigen die Kolonien eine gelbe bis orange Färbung. Alle Arten sind gramnegativ und Menachinon-6 (MK-6) ist das vorherrschende Chinon.
Der Gattungsname besteht aus dem lateinischen Wort bacterium und dem griechischen Wort chryseos, was so viel wie „golden“ bedeutet und auf die Farbe der einzelnen Kolonien deutet.
Chryseobacterium antibioticum ist nah verwandt mit Chryseobacterium shigense, Chryseobacterium carnipullorum und Chryseobacterium oncorhychi. Die Gattung zählt zu der Familie Flavobacteriaceae der Bacteroidetes.

## Antibiotika
Bakterien aus extremen ökologischen Nischen sind von Interesse bezüglich neuartigen, bioaktiven Molekülen für kosmetische und pharmazeutische Anwendungen. Hierzu zählen z. B. Orte in der Arktis und Antarktis. Chryseobacterium antibioticum wurde im  arktischen Boden gefunden, es zeigt dementsprechend noch bei 0 °C Wachstum (es ist psychrotolerant). Das Bakterium hindert die unter Umständen krankheitserregenden Arten Pseudomonas aeruginosa und Escherichia coli am Wachstum. Einige von der verwandten Art Chryseobacterium cucumeris gebildete Stoffe  zeigen ebenfalls eine antibakterielle Wirkung gegen einige pathogene Bakterien. Wirkung wurde gegen Escherichia coli, Pseudomonas aeruginosa, Salmonella typhimurium, Listeria monocytogenes und Staphylococcus aureus festgestellt. Einige Arten von Chryseobacterium sind allerdings auch krankheitserregend, z. B. die Art Chryseobacterium indologenes. Sie kann z. B. im Krankenhaus immungeschwächte Menschen befallen.